# Filippo Grandi
Filippo Grandi (ur. 30 marca 1957 w Mediolanie) – włoski dyplomata, od 2016 wysoki komisarz Narodów Zjednoczonych do spraw uchodźców (UNHCR).

## Życiorys
Absolwent historii współczesnej na Uniwersytecie w Mediolanie, kształcił się także na Papieskim Uniwersytecie Gregoriańskim w Rzymie. Zawodowy dyplomata, od końca lat 80. związany z agendą ONZ do spraw uchodźców. Pracował jako przedstawiciel UNHCR w Sudanie, Syrii, Turcji i Iraku. Kierował operacjami humanitarnymi m.in. w Kenii, Beninie, Jemenie i Afganistanie. W latach 1996–1997 koordynował międzynarodowe akcje humanitarne podczas wojny domowej w Kongu. Następnie pracował na kierowniczych stanowiskach w biurze UHNCR w Genewie.
W 2004 został zastępcą specjalnego wysłannika sekretarza generalnego ONZ w Afganistanie (w ramach misji pokojowej UNAMA), a w 2005 zastępcą komisarza generalnego UNRWA, agendy ONZ do spraw pomocy uchodźcom palestyńskim. W latach 2010–2014 jako komisarz generalny kierował tą instytucją. W 2015 powołany na stanowisko wysokiego komisarza Narodów Zjednoczonych do spraw uchodźców (z kadencją od 1 stycznia 2016).